# Robert Ettinger
Robert Chester Wilson Ettinger, född 4 december 1918 i Atlantic City, New Jersey, död 23 juli 2011 i Detroit, Michigan, var en amerikansk författare som betraktas som kryonikens fader. 
1962 skrev han en inflytelserik bok, The Prospect of Immortality, som handlar om kryonik och odödlighet. Han grundade Cryonics Institute - ett kryonikföretag och the Immortalist Society - de odödligas sällskap. Under andra världskriget var han aktiv soldat, i Tyskland sårades han och fick flera medaljer för sina insatser. Han hade under sin tidiga barndom läst om en idé som liknade kryonik, men kom under konvalescens i kontakt med den franske biologen Jean Rostands arbeten.
Hans författarskap inkluderar ett flertal böcker, skrivna under 50 år.